# Phasia violascens
Phasia violascens là một loài ruồi trong họ Tachinidae.